# أمل في النجاة (أغنية بول مكارتني)
أمل في النجاة (بالإنجليزية: Hope of Deliverance)‏ هي أغنية لبول مكارتني من ألبوم عام 1993 «بعيدا عن الأرض»، بلغت المركز 16 في قائمة أفضل الأغاني الفردية في القوائم البريطانية، ووصلت إلى موضع أفضل خمسة أغاني على القوائم في كندا وإيطاليا وألمانيا والنرويج وسويسرا والنمسا، واحتلت المركز 11 في أفضل أغاني عام 1993 حول العالم.

## التسجيل
تم تسجيل الأغنية في 17 يوليو 1992، خلال جلسات تسجيل ألبوم "بعيدا عن الأرض"، ووصف عازف الإيقاع الإيطالي ماوريتسيو رافاليكو جلسة التسجيل بالتفصيل في كتاب "بول مكارتني: جلسات التسجيل (1969-2013).

## الأداء الحي
وضع مكارتني هذه الأغنية ضمن برنامجه الغنائي في «جولة العالم الجديدة» عام 1993. توقف بعد ذلك عن غنائها على المسرح حتى قدمها مرة أخرى في بوجوتا، كولومبيا في 19 أبريل 2012 خلال جولة «على المدى On the Run»

## كلمات الأغنية
سأكون دائما على أمل، على أمل I will always be hoping, hoping
سوف تكون دائما تحمل You will always he holding, holding
قلبي في يدك My heart in your hand
أنا سوف أفهم  I will understand                                                                                      
سوف أفهم يوما ما، يوما ما I will understand someday, one day
سوف تفهم دائما You will understand always
دائما من الآن وحتى ذلك الحين Always from now until then
متى  سيكون الأمر صحيحًا، لا أعرف When it will be right, I don't know
ما سيكون عليه الحال، لا أعرف What it will be like, I don't know
نحن نعيش على أمل الخلاص من الظلام الذي يحيط بنا We live in hope of deliverance from the darkness that surrounds us
أمل في النجاة Hope of deliverance
أمل في النجاة Hope of deliverance
رجاء النجاة من الظلمة التي تحيط بنا Hope of deliverance from the darkness that surrounds us
وأنا لا أمانع أن أعرف، أعلم And I wouldn't mind knowing, knowing
أنك لا تمانع في الذهاب مع خطتي That you wouldn't mind going, going along with my plan
متى يكون ذلك صحيحًا، لا أعرف When it will be right, I don't know
ما سيكون عليه الحال، لا أعرف What it will be like, I don't know
نحن نعيش على أمل الخلاص من الظلام الذي يحيط بنا We live in hope of deliverance from the darkness that surrounds us
أمل في النجاة Hope of deliverance
أمل في النجاة Hope of deliverance
رجاء النجاة من الظلمة التي تحيط بنا Hope of deliverance from the darkness that surrounds us
أمل في النجاة Hope of deliverance
رجاء النجاة (سوف أفهم) (Hope of deliverance (I will understand

## خلفية الأغنية
قال بول مكارتني في مقابلة "كلوب الساندويتش" صعدت إلى علية بيتي وأخذت معي جيتار من نوع مارتن ذو 12 وترًا، للمتعة فقط، كنت اعتمر قبعة كابو، وقمت بضبط الجيتار ليصدر صوتًا رائعًا للغاية، والذي يذكرني بالكاتدرائيات وعيد الميلاد. قادني هذا العزف إلى منطقة دخلت منها لأغنيتي، ثم أضفتُ عزف لمنطقة الظلام الذي يحيط بنا، تعلم أنه إذا كنت منخرطًا في إنقاذ الناس في الصومال، وهنا تفكر في الخلاص، فأنت تريد الخروج من هناك بأمان، وإذا كنت متورطًا في الفقر، فهنا تبحث عن خلاصك، للخروج من هذا الفخ. التشرد، المرض، أيا كان، شيء كبير أو صغير، لدينا جميعًا أشياء نريد الخلاص منها. لقد كان الأمر كذلك حقًا، لقد أصبح الأمر نوعًا من أغنية متفائلة، إما لصديقة، أو لرمز إلهي. أحب ترك الأشياء غامضة، لقد فعلت ذلك في كثير من الأحيان في أغنياتي".

## طاقم العزف والتسجيل
- بول مكارتني:  جيتارات وغناء
- ليندا مكارتني: اوتوهارب وغناء مساند
- هاميش ستيوارت: غناء مساند
- روبي ماكنتوش: جيتار
- بلير كننجهام: غناء مساند وإيقاع
- بول «ويكس» ويكينز: بيانو وماكينة طبول LinnDrum وبرمجة الطبول وإيقاع وغناء مساند
- ديفيد جيوفانيني: إيقاع
- ديف باتمان: إيقاع
- ماوريتسيو رافاليكو: إيقاع[10]

## وصلات خارجية
https://www.the-paulmccartney-project.com/song/hope-of-deliverance/
https://www.allmusic.com/song/hope-of-deliverance-mt0048664082
https://www.youtube.com/watch?v=9quEmUZ3-7Y
https://www.youtube.com/watch?v=9ypKvNt81RY